# Galina Wassiljewna Sdasjuk
Galina Wassiljewna Sdasjuk (russisch Галина Васильевна Сдасюк; * 26. Dezember 1931 in Moskau; † 14. Januar 2024 ebenda) war eine sowjetische bzw. russische Humangeographin.

## Leben
Sdasjuk aus einer Angestelltenfamilie schloss das Studium an der Lomonossow-Universität Moskau (MGU) in der Geographie-Fakultät 1954 am Lehrstuhl für Wirtschaftsgeographie der UdSSR bei Nikolai Baranski mit Auszeichnung ab. Zum Abschluss der dortigen Aspirantur verteidigte sie 1957 ihre Kandidat-Dissertation über Entwicklungsprobleme Irkutsks und Ostsibiriens anhand der Daten aus fünfjähriger Feldforschung mit Erfolg für die Promotion zur Kandidatin der geographischen Wissenschaften.
Darauf wurde Sdasjuk Mitarbeiterin des Lehrstuhls für Wirtschaftsgeographie kapitalistischer Länder und sich entwickelnder Länder der MGU und begann die Geographie Indiens zu studieren. Sie wurde nach Indien abgeordnet und arbeitete in der Abteilung für regionale Untersuchungen des Indian Statistical Institute bis 1962. Sie veröffentlichte 1968 zusammen mit P. Gupta vom Registrar General and Census Commissioner of India das Buch über die ökonomische Zonierung Indiens, das 1994 in Indien neuaufgelegt wurde.
Ab 1962 arbeitete Sdasjuk im Moskauer Geographie-Institut der Akademie der Wissenschaften der UdSSR (AN-SSSR, ab 1991 Russische Akademie der Wissenschaften (RAN)). Sie verteidigte 1975 ihre Doktor-Dissertation über die Entwicklung der territorialen Struktur der Wirtschaft Indiens bei der Beseitigung des kolonialen Charakters der Wirtschaft. Bei dem Internationalen Geographischen Kongress der Internationalen Geographischen Union 1976 in Moskau war sie Vizevorsitzende des Programmkomitees. Von 1977 bis 1989 leitete sie das polnisch-sowjetische Programm zum Studium der Entwicklungsländer. Sie hielt wirtschaftsgeographische und ökologische Gastvorlesungen an vielen Universitäten des In- und Auslands. Sie war langjähriges Mitglied und dann Ehrenmitglied der Sowjetischen/Russischen Geographischen Gesellschaft.

## Ehrungen, Preise
- Goldene N.-M.-Prschewalski-Medaille der Sowjetischen Geographischen Gesellschaft[2]
- M.-W,-Lomonossow-Medaille der Russischen Ökologischen Akademie (2018)[2]